# Свеннунг, Анна Мальвина
Анна Мальвина Свеннунг (швед. Anna Malvina Svennung; род. 24 октября 1984, Алингсос, Эльвсборг) — шведская гребчиха, выступавшая за сборную Швеции по академической гребле в 2012—2017 годах. Победительница и призёрка первенств национального значения, участница летних Олимпийских игр в Рио-де-Жанейро.

## Биография
Анна Мальвина Свеннунг родилась 24 октября 1984 года в городе Алингсос лена Эльвсборг.
Впервые заявила о себе в академической гребле на международном уровне в сезоне 2012 года, когда вошла в состав шведской национальной сборной и выступила на чемпионате Европы в Варезе, где в зачёте парных четвёрок стала восьмой.
В 2014 году в одиночках закрыла десятку сильнейших на чемпионате Европы в Белграде, заняла 17-е место на чемпионате мира в Амстердаме.
В 2015 году в двойках была 12-й на чемпионате Европы в Познани, тогда как в одиночках стала седьмой на чемпионате мира в Эгбелете.
На чемпионате Европы 2016 года в Бранденбурге показала восьмой результат. Благодаря череде удачных выступлений удостоилась права защищать честь страны на летних Олимпийских играх в Рио-де-Жанейро — в программе одиночек финишировала пятой на предварительном квалификационном этапе, затем через дополнительные отборочные заезды прошла в четвертьфинальную и полуфинальную стадию регаты — сумела отобраться в утешительный финал С, где в конечном счёте пришла к финишу третьей. Таким образом, расположилась в итоговом протоколе соревнований на 15-й строке.
После Олимпиады в Рио Свеннунг ещё в течение некоторого времени оставалась действующей спортсменкой и продолжала принимать участие в крупнейших международных регатах. Так, в 2017 году она отметилась выступлением на чемпионате мира в Сарасоте, где в зачёте парных двоек заняла 11-е место.